# Худхуд (циклон)
Худхуд — тропический циклон сезона 2014 года в бассейне севера Индийского океана. Является одним из самых разрушительных циклонов в регионе. Сформировался 7 октября в Андаманском море, распался 14 октября над Уттар-Прадешом и Непалом.

## Этимология
По соглашению от 2004 года, заключённому между Индией, Пакистаном, Мальдивами, Бангладеш, Мьянмой, Оманом, Шри-Ланкой и Таиландом, названия для циклонов севера Индийского океана выбираются, в порядке очерёдности, из списка, для которого каждое из государств, предложило по 8 имён. Своё название циклон Худхуд получил в честь птицы удод, которая упоминается в Коране как худхуд. Это имя было предложено Оманом.

## Жертвы и разрушения

### Индия
В Индии жертвами циклона стали 66 человек. Нанесённый ущерб оценивается в более чем 11 млрд долларов США.

### Непал
14 октября уже ослабевший и распадающийся циклон достиг района горных массивов Аннапурна и Дхаулагири в центральной части Непала, что привело к обильному снегопаду и сходу лавин. Ситуация усугублялась тем, что октябрь в Непале — пик сезона горного треккинга и на горных тропах в тот момент находилось большое количество туристов. В результате непогоды и лавин погибло и пропало без вести более 40 человек. Произошедшее было признано тяжелейшей катастрофой в истории горного туризма Непала.